# Grad Keukenhof
Grad Keukenhof v južnoholandskem kraju Lisse je prvotno leta 1642 zgradil Adriaen Maertensz Block, nekdanji poveljnik VOC na Molukih kot klasicistično podeželsko hišo. Med poznejšimi lastniki sta bila anatom prof. Willem Röell in poznavalec umetnosti Johan Steengracht iz Oostcapella, ki sta leta 1809 grad rešila pred propadom.

## Lastniki
Cecilija Marija je bila edina hči Steengrachta Oostcapelle-jskega in poročena s Karlom Ano Adriaanom Pallandtskim, baronom iz stare plemiške družine Pallandtskih. Podedovala je Keukenhof, ki je bil nato dan v najem g. Hugu Geversu, podedovala pa ga je od družine Lyndenskih po poroki leta 1861 s Kornelijo Johano, baronico Pallandtsko (1840-1923). Grad je bil od leta 1861 do 1863 razširjen v neogotskem slogu, po naročilu družine Pallandtskih, po načrtih arhitekta Elieja Saraberja in opremljen z vogalnimi stolpi.
Zadnji lastnik, Jan Karel Elias grof Lyndenski (1912-2003), vnuk baronice Kornelije Johane Pallandtske, je po svoji smrti zapustil grad, vključno z 230 ha posesti, ki jo sestavljajo zemljišča, gozdovi in polja, fundaciji gradu Keukenhof. Ta ustanova si je zadala nalogo, da grad in vseh ostalih 18 državnih spomenikov na posestvu povrne v stanje, v kakršnem so bili okoli začetka leta 1900.

## Ime
Ime Keukenhof izhaja iz Keukenduina, ki je pripadal Gradu Teylingenu . Keukenduin je dobil ime po dejstvu, da so bili prihodki od območja sipin, kot so divjačina, govedo in vse vrste zelišč in jagodičja, namenjeni gospodinjstvu ali kuhinji gradu Teylingen, kjer je med drugim živela Jakoba Bavarska.
Na delu posestva je istoimenska razstava cvetja Keukenhof .

## Zbirka
Grad ima pomembno zbirko pohištva in portretov, vključno s tistimi Nikolasa Maesa . Kitajski in japonski porcelan je urejen na način 17. stoletja v edinstveni in posebej izdelani omari z razkošnim kaminom v slogu Daniela Marota. Stene sobe so prekrite s pozlačenim usnjem.

## Obnova
Grad Keukenhof so konec leta 2012 ponovno odprli po skoraj dveh letih obnove. Obiskati ga je mogoče ob določenih urah z vodenimi ogledi. Je uradna poročna lokacija občine Lisse in se uporablja za (kulturne) dogodke. Različni saloni so med drugim na voljo za srečanja, večerje in sprejeme. Obnovljena je tudi furmanska hiša iz leta 1857, ki jo oddajajo za različne priložnosti. Med obnovo so ohranili številne slogovne prvine, med njimi tudi originalne angleške konjske hleve.
Grajski vrtovi so preurejeni s sprehajalnimi potmi, urejenimi vrtovi in ponovno odprti za javnost. V vrtovih potekajo umetniške razstave in javni dogodki. Leta 2012 je bila v sodelovanju z muzejem Cobra odprta prva kiparska razstava pod imenom Cobra Buiten, na kateri so razstavljene skulpture Karla Appla .

## Friderikov dvor
Diagonalno nasproti gradu je obzidan vrt Friderikov dvor, v katerem je švicarska igralnica. Ime Friderikov dvor je dobil dečku iz ene od plemiških družin, ki so živele na gradu. Tisti redki dokumenti, ki jih lahko najdemo o njem, pripovedujejo zgodbo o nadarjenem dečku, ki je imel psihološko motnjo. Leta 1850 je bil položen temeljni kamen za igralnico, kamor se je Friderik lahko umaknil z guvernanto, ko je gneča postala prevelika. V mladosti je živel v miru in tišini med rožami in rastlinami na vrtu.  Slike v gradu ga prikazujejo z materjo; sanjski fant. Po končanem študiju prava bo to postal njegov dom, kjer je lahko mirno živel zaradi shizofrenije.   Friderikov dvor je bil popolnoma obnovljen in se uporablja za različne dejavnosti.
V gradu in na posestvu so večkrat nastajali filmski in televizijski posnetki, na primer za televizijske serije Juliana, Bernhard, schavuit van Oranje, Voetbalvrouwen in Baantjer .
Vsako leto se na posestvu odvijajo vse vrste javnih dogodkov, kot so božični sejem 'Božič v Keukenhofu', regionalne tržnice, razstava potonik in Castlefest .

## Galerija
Notranjost
- Ogrodje kamina v eni izmed sob
- Salon
- Lesen obešalnik za orožje v eni od sob
- Modri salon
- Rdeča soba

Zunanjost
- Vstopni portal
- Pogled od spredaj
- Leva stranska stena
- Desna stranska stena
- Zadnja fasada